# Contea di Jackson (Dakota del Sud)
La contea di Jackson (in inglese Jackson County ) è una contea dello Stato del Dakota del Sud, negli Stati Uniti. La popolazione al censimento del 2000 era di 2 930 abitanti. Il capoluogo di contea è Kadoka.